# Бабичев, Владислав Анатольевич
Владислав Анатольевич Бабичев (род. 18 февраля 1981 года, Казань) — российский волейболист, либеро; тренер.

## Карьера
Первой профессиональной командой был «Нефтяник» (Альметьевск), в котором он провёл чемпионат 2000/01 года.
Бабичев отыграл за «Зенит-Казань» (ранее «Динамо-ТТГ») 16 полных сезонов (2000 - 2016) и участвовал в самом первом матче в истории команды. Всего на его счету 578 матчей за команду.

## Достижения
- Чемпион России (2007, 2009, 2010, 2011, 2012, 2014, 2015, 2016)
- Победитель Лиги чемпионов (2008, 2012, 2015, 2016)
- Бронзовый призер чемпионата России (2004, 2005, 2008, 2013)
- Обладатель Кубка России (2004, 2007, 2009, 2014, 2015)
- Бронзовый призер клубного чемпионата мира в Катаре (2009, 2011)
- Серебряный призер Лиги чемпионов (2011)
- Обладатель Суперкубка России (2010, 2011, 2012, 2015)
- Бронзовый призер Лиги чемпионов (2013)
- Серебряный призёр Клубного чемпионата мира (2015)